# 차드 요리

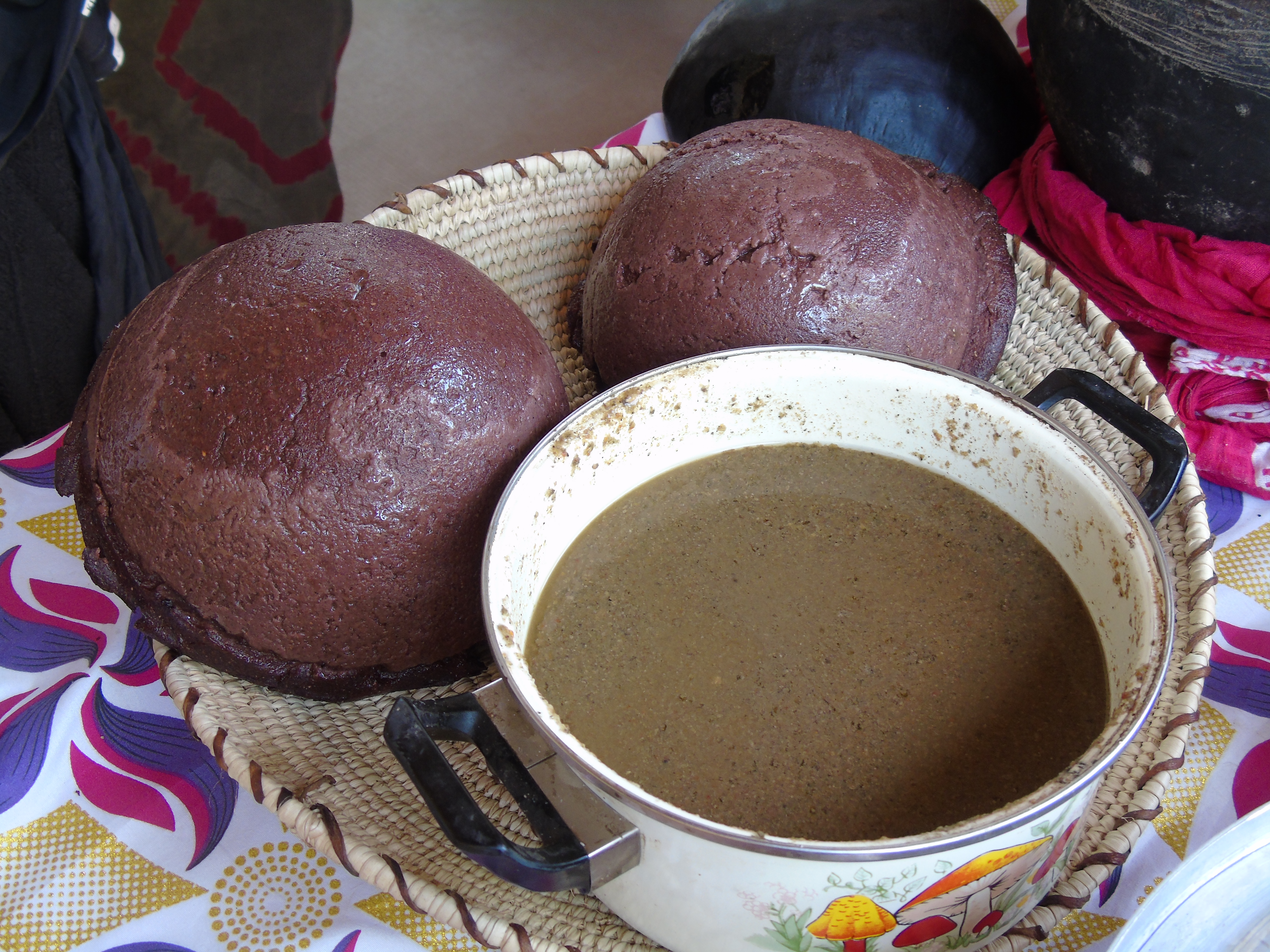
수수 불과 건오크라 소스

차드 요리(Chad 料理, 프랑스어: cuisine tchadienne 퀴진 차디엔[*], 아랍어: مطبخ تشادي 마트바크 차디이[*])는 중앙아프리카 북부에 있는 차드의 요리이다.

## 같이 보기
- 아랍 요리
- 아프리카 요리
- 수단 요리
- 타갈리아(프랑스어판) - 차드와 수단에서 먹는 오크라와 고기로 만든 스튜. "물라 아흐마르(mullah ahmar)"라고도 불린다.